# RD-864
Le RD-864 (indice GRAU : 15D177) est un moteur-fusée à ergols liquides soviétique brûlant de l'UDMH et du peroxyde d'azote selon un cycle de combustion générateur de gaz. Il possède quatre chambres de combustion qui fournissent un contrôle du vecteur de poussée en inclinant chacune des tuyères selon un seul axe à ±55°. Il est utilisé sur le troisième étage du missile R-36M UTTKh (indice GRAU : 15A18) et de la fusée Dnepr. Pour le missile R-36M2 (indice GRAU : 15A18M), une version améliorée, le RD-869 (indice GRAU : 15D300) a été développée,,,.

## Histoire
Lorsque l'armée soviétique eut besoin d'une version améliorée du R-36M ICBM, l'OKB-586 de Yanguel développa un nouveau moteur pour le troisième étage, le RD-864. Développé entre 1976 et 1978, il vola pour la première fois le 31 octobre 1977. Avec les accords START I et START II, les quelque 150 missiles R-36M et R-36M UTTKh furent retirés et devaient être détruits avant 2007,. Par conséquent, une application civile fut recherchée et dans les années 1990, le bureau d'études Ioujnoïe (le concepteur du R-36M) développa avec succès le lanceur Dnepr,,. Il vola avec succès pour la première fois le 21 avril 1999 et, en juin 2016, il est toujours opérationnel. Donc, même si la fabrication du RD-864 a cessé depuis longtemps, le moteur est toujours opérationnel à ce jour,,,.
Le RD-869 était une version améliorée destinée au plus puissant ICBM soviétique jamais construit, le R-36M2 (15A18M). Il avait un rendement amélioré, une capacité de redémarrage accrue et un temps de combustion supérieur à celui du RD-864,. En janvier 2016, il y avait encore 46 R-36M2 opérationnels (RS-20V, SS-18) et donc le RD-869 est toujours en service, même si sa fabrication a cessé.

## Versions
Il existe deux versions de ce moteur :
- RD-864 (indice GRAU : 15D177) : développé comme moteur du troisième étage du ICBM R-36M UTTKh (15A18) et, par extension, du lanceur Dnepr[1],[2].
- RD-869 (indice GRAU : 15D300) : version améliorée du RD-864. Il a un rendement amélioré, une meilleure capacité de redémarrage et une durée de combustion accrue. Il est utilisé sur le missile R-36M2 (15A18M)[1],[3].